# Phà Vàm Cống
Phà Vàm Cống là một tuyến phà nằm trên đường quốc lộ 80, nối liền 2 tỉnh Đồng Tháp và An Giang, với bờ phía Đồng Tháp đặt tại ấp Bình Lợi, xã Bình Thành, huyện Lấp Vò, và bờ phía An Giang tại phường Mỹ Thạnh, thành phố Long Xuyên. Bến phà đã ngừng hoạt động vào ngày 30 tháng 6 năm 2019, sau khi cầu Vàm Cống khánh thành và thông xe hơn một tháng.

## Cụm phà Vàm Cống

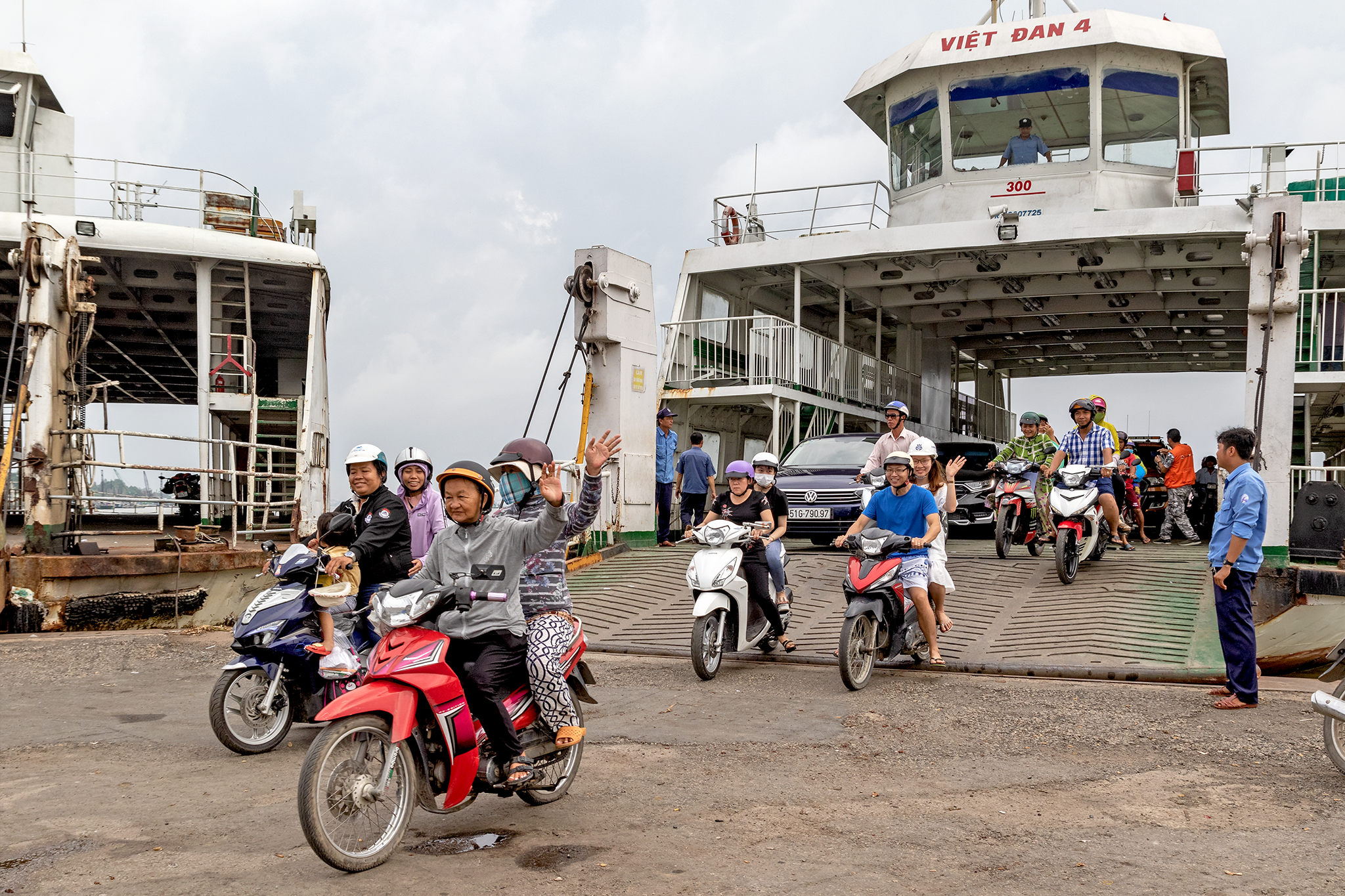
Chuyến phà Vàm Cống cuối cùng cập bến vào lúc 9 giờ 4 phút sáng ngày 30/6/2019

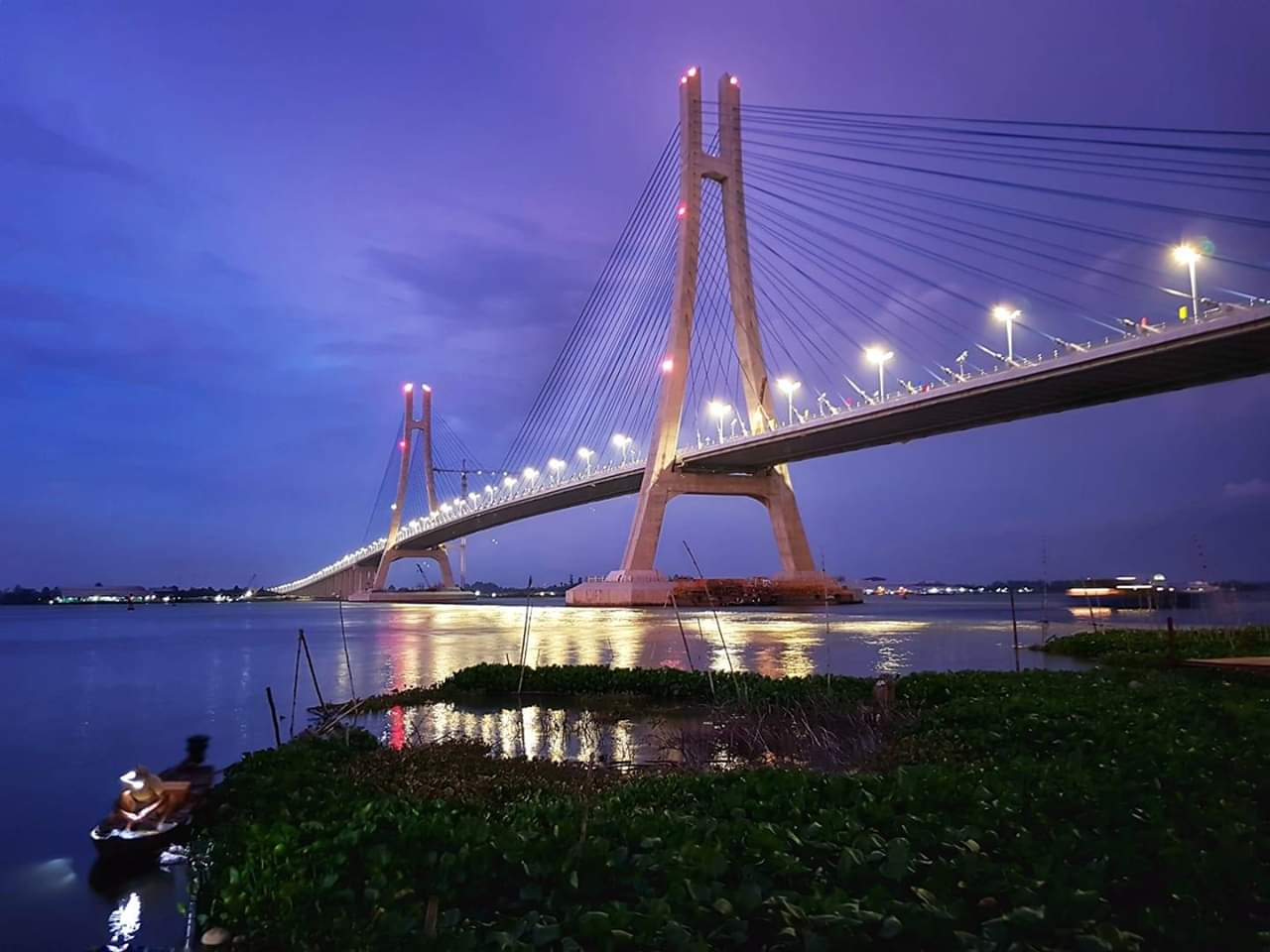
Cầu Vàm Cống thông xe ngày 19 thắng 5 năm 2019

Cụm phà Vàm Cống được thành lập vào năm 2000 để tiếp nhận các bến phà thuộc Cụm phà Mỹ Thuận trước đây, sau khi cầu Mỹ Thuận được đưa vào hoạt động. Cụm phà Vàm Cống gồm các phà:
- Phà Vàm Cống
- Phà Đình Khao: nằm trên quốc lộ 57, bờ bắc thuộc xã Hòa Ninh; bờ nam thuộc xã Thanh Đức, huyện Long Hồ, tỉnh Vĩnh Long, vận chuyển người và xe vượt sông Cổ Chiên, giúp nối Bến Tre, thông qua huyện Chợ Lách, với Vĩnh Long
- Phà Đại Ngãi: nằm trên quốc lộ 60, gồm hai tuyến Đại Ngãi – Cù Lao Dung và Cù Lao Dung – Cầu Quan, vận chuyển người và xe vượt sông Hậu, nối hai tỉnh Sóc Trăng và Trà Vinh
- Phà Kênh Tắt: nằm trên quốc lộ 53, bờ bắc thuộc xã Long Toàn, thị xã Duyên Hải; bờ nam thuộc xã Long Khánh, huyện Duyên Hải, tỉnh Trà Vinh, vận chuyển người và xe vượt kênh Tắt
- Phà Láng Sắt: nằm trên quốc lộ 53, bờ bắc thuộc thị trấn Định An, huyện Trà Cú; bờ nam thuộc xã Long Vĩnh, huyện Duyên Hải, tỉnh Trà Vinh, vận chuyển người và xe vượt kênh Quan Chánh Bố.[2]